# 清水町 (福島市)
清水町（しみずまち）は、福島県福島市の大字である。郵便番号は960-8155。

## 地理
福島市南部に位置し、市内蓬莱地区に属する。北で伏拝と、東で田沢、蓬莱町一丁目と、南で松川町浅川と、西で平石とそれぞれ隣接する。町村制施行以前の清水町村の流れを汲む地域である。福島盆地南端部の丘陵部に位置し、域内を国道4号福島南バイパスが縦断する。その旧道に当たる急奥州街道沿いにかつての宿場町である清水町宿の集落が位置し、その周辺に民家や農地、自動車学校などが立地する。域内北端の伏拝との境界上には国道4号福島南バイパスと旧国道4号（福島市道47号南町浅川線）が交わる伏拝交差点があり、県内有数の交通量を誇る。上町に所在する 福島警察署及び松川町浅川に所在する福島南消防署がそれぞれ管轄にあたる。

### 主な字
- 赤根坂
- 一本松
- 売沢
- 北谷地
- 熊ノ前
- 長老壇
- 寺ノ上
- 中ノ作
- 中谷地
- 西裏
- 東裏
- 東窪
- 東壇
- 広窪
- 町頭
- 町尻
- 南裏
- 宮ノ上
- 宮ノ脇

## 歴史
- 1889年（明治22年）4月1日 - 町村制の施行により信夫郡杉妻村が発足。旧清水町村域は杉妻村の大字となる。
- 1947年（昭和22年）2月11日 - 杉妻村が福島市に編入され、福島市清水町となる。
- 1975年（昭和50年）10月1日 - 福島市役所蓬萊支所が開設され、杉妻地区から新たに発足した蓬萊地区へ移管される。

## 世帯数と人口
2022年（令和4年）2月28日現在の世帯数と人口は以下の通りである。
| 大字   | 世帯数  | 人口  |
| ------ | ------- | ----- |
| 清水町 | 233世帯 | 493人 |

## 小・中学校の学区
市立小・中学校に通う場合、学区は以下の通りとなる。
| 番地 | 小学校             | 中学校             |
| ---- | ------------------ | ------------------ |
| 全域 | 福島市立蓬莱小学校 | 福島市立蓬莱中学校 |

## 交通

### 鉄道
- 域内に鉄道施設は無い。最寄り駅はJR東北本線南福島駅である。

### 道路
- 国道4号福島南バイパス
- 福島市道47号南町浅川線（旧国道4号）
- 福島市道48号清水町浅川線（旧国道4号）

### バス
福島交通路線バス
- （福島駅方面） - 北谷地 - 桜台入口 - （蓬莱団地・医大方面）
  - 医大・立子山経由飯野
  - 桜台経由医大
  - 南バイパス経由蓬莱団地
  - 蓬莱スクール循環
  - 医大経由二本松
  - 美郷経由松川
  - 伏拝・蓬莱小経由医大
  - 長沼経由庭坂
  - 蓬莱小経由荒古屋・医大
  - 蓬莱小経由大笹生・医大
  - 蓬莱小経由月の輪・医大
  - 伏拝・蓬莱小経由医大
- （福島駅方面） - 北谷地 - 桜台入口 - （省略） - 一本松 - （蓬莱団地・医大方面）
  - 蓬莱団地
- （福島駅方面） - 北谷地 - 桜台入口 - （省略） - 清水町 - 一本松 - （蓬莱団地・医大方面）
  - 清水町経由医大

## 施設
- 清水町郵便局
- NECプラットフォームズ 福島事業所
- 杉妻自動車学校
- 曹洞宗仲興寺